# پورتو امبیم، آنگولا
پورتو امبیم (به انگلیسی: Porto Amboim (Gunza)) شهری در استان کوانزای جنوبی واقع در کشور آنگولا است که در سال ۲۰۰۹ میلادی ۸٬۷۵۵ نفر جمعیت داشته است.